# The Straits of Messina
The Straits of Messina est un recueil d'essais paru le 1er octobre 1989 dans lequel l'auteur et critique de science fiction Samuel R. Delany discute de ses propres romans. Les essais sont publiés sous son propre nom et sous le pseudonyme K. Leslie Steiner.
Les textes de K. Leslie Steiner sont écrits pour répondre à la question « Ne serait-il pas agréable que quelqu'un dise toutes les belles et brillantes choses sur mon travail que j'aimerais si désespérément entendre… ?  » comme il l'indique lui-même dans la préface.
Le détroit de Messine du titre fait référence aux eaux dangereuses situées entre Charybde et Scylla, et constitue une métaphore sur la difficulté pour un auteur d'écrire des choses pertinentes à propos de ses propres œuvres : « négocier les eaux entre le Scylla de l'importance excessive et le Charybde de l'autodérision enfantine ».
Au-delà de le critique de ses propres œuvres, le livre constitue une compilation de critiques réfléchies de la science-fiction et du langage spécialisé qu'elle emploie.

## Contenu
The Straits of Messina est composé de neufs textes écrits sous le pseudonyme de K. Leslie Steiner. Ces textes ont tous été écrit entre 1973 et 1986 et publiés (pour ceux qui l'ont été) entre 1975 et 1987. Quelques textes, dont l'un concerne le roman Dhalgren étaient inédits. Les deux premiers textes concernent le roman pornographique  Hogg, qui à l'époque où sort The Straits of Messina n'a toujours pas été publié. Les deux essais suivants sont une revue critique de Of Sex, Objects, Signs, Systems et Some Remarks toward a Reading of Dhalgren. Le cinquième texte concerne Triton (1976).
Le sixième texte est autobiographique et concerne The Fall Of the Towers, la première trilogie de Delany et est aussi une version plus courte de The Motion of Light in Water.
Le septième texte concerne le sujet des biographies et est une réponse à un panel intitulé The Early Delany à Madison, Wisconsin, en 1981.Les deux derniers textes concernent Tales of Nevèrÿon.